# Bezerenbam
Bezerenbam a fost un conducător muntean menționat la 1241 în cronica persană a lui Fazel-Ullah-Rașid, alături de Mișelav. Era stăpânitorul Țării Ilaut, unde l-au întâlnit tătarii în timpul invaziei lor. Unii cercetători presupun că a fost predecesorul lui Litovoi , alții însă nu se hazardează în asemenea afirmații, datorită traseului greu de determinat, potrivit relatărilor cronicii:
| “ | Ordul, trecând prin țara Ilaut, a întâlnit pe Bezerenbam și l-a bătut. [Și, în continuare, Bugek] trece Munții Sassanilor ca să intre în Kara-Ulag, înfruntă popoarele karaulaghilor (probabil, vlahii), trece munții și intră în țara lui Mișelav, unde bate pe dușmanul care-l aștepta. | ” |

Bogdan Petriceicu Hasdeu a considerat că este vorba despre banul Basarab, un conducător local, în vreme ce Constantin C. Giurescu a opinat că în fapt numele ar fi doar o stâlcire a titulaturii banului de Severin (Terra Zeurino).